# Team K
Team K, do roku 2019 Team Köllensperger, je jihotyrolská liberální politická strana založená roku 2018. V národnostně vyhraněné jihotyrolské politice vystupuje jako multietnické uskupení.

## Historie
Strana byla založena v červenci roku 2018 Paulem Köllenspergerem, jediným poslancem jihotyrolského sněmu za Hnutí pěti hvězd (M5S). Köllensperger M5S vytýkal malou starost o jihotyrolské regionální zájmy. Jako hlavní cíle si jeho nová strana dala sjednocení centristických proudů v jihotyrolské politice a rozbití monopolu Jihotyrolské lidové strany.
Ve volbách do Zemského sněmu v říjnu 2018 Team K získal přes 15 procent hlasů, a stal se tak druhou nejsilnější jihotyrolskou stranou.
Před volbami do Evropského parlamentu 2019 Team K vstoupil do Aliance liberálů a demokratů pro Evropu a do celoitalské liberální koalice Více Evropy (+Eu). Ve volbách ale +Eu získala jen něco přes tři procenta hlasů, což na zisk mandátů nestačilo. V Jižním Tyrolsku nicméně kandidátka obdržela 11,2 procent a členka Teamu K Renate Holzeisen se stala druhým nejvolenějším kandidátem v provincii.

## Volební výsledky

### Zemský sněm Jižního Tyrolska
| Volby | Hlasy  | Hlasy | Mandáty | Mandáty | Pozice |
| Volby | Abs.   | %     | Abs.    | ±       | Pozice |
| ----- | ------ | ----- | ------- | ------- | ------ |
| 2018  | 43 315 | 15.2  | 6/35    | ▲6      | ▲2.    |
| 2023  | 31 201 | 11.1  | 4/35    | ▼2      | ▬ 2.   |

### Evropský parlament
| Volby | Hlasy       | Hlasy | Mandáty | Mandáty | Pozice |
| Volby | Abs.        | %     | Abs.    | ±       | Pozice |
| ----- | ----------- | ----- | ------- | ------- | ------ |
| 2019  | Součást +Eu | 11.2  | 0/76    | ▬0      | ▲4.    |